# Pebbly Mudstone Island
Pebbly Mudstone Island ist eine kleine Insel vor der Nordküste der Trinity-Halbinsel an der Spitze der Antarktischen Halbinsel. Im südöstlichen Teil der Gruppe der Duroch-Inseln liegt sie 500 m südwestlich des Halpern Point.
Der kanadische Geologe Martin Halpern (* 1937) von der University of Wisconsin nahm im Zuge von Vermessungsarbeiten des Gebiets um die Insel zwischen 1961 und 1962 die Benennung vor. Namensgebend ist das dort zutage tretende klastische Sedimentgestein, das im Englischen als pebbly mudstone (englisch für matrixgestütztes Konglomerat) bezeichnet wird.